# I Don't Think About You
"I Don't Think About You" é uma canção da cantora norte-americana Kelly Clarkson, gravada para o seu oitavo álbum de estúdio Meaning of Life. O seu lançamento ocorreu a 9 de fevereiro de 2018 através da Atlantic Records, servindo como segundo single do disco.

## Faixas e formatos
| Streaming |                           |         |  |
| N.º       | Título                    | Duração |  |
| 1.        | "I Don't Think About You" | 3:44    |  |

| EP de remisturas digital |                                                     |         |  |
| N.º                      | Título                                              | Duração |  |
| 1.                       | "I Don't Think About You" (Luca Schreiner Remix)    | 3:44    |  |
| 2.                       | "I Don't Think About You" (Tep No Remix)            | 3:16    |  |
| 3.                       | "I Don't Think About You" (Gil Glaze x Lanna Remix) | 3:48    |  |
| 4.                       | "I Don't Think About You" (DJ Lazslo Remix)         | 3:42    |  |

## Créditos
A canção apresenta os seguintes créditos:
- Vocais – Kelly Clarkson;
- Vocais de apoio – Nicole Hurst, Bridget Sarai;
- Composição – Andre Davidson, Sean Davidson, Jessica Ashley Karpov, Michael Pollack;
- Produção – The Monarch;
- Produção adicional – Michael Pollack;
- Engenharia de áudio – Todd Tidwell, Steve Churchyard;
- Engenharia de mistura – John Hanes;
- Engenharia de masterização – Chris Gehringer, Will Quinnell;
- Violoncelo – Jacob Braun, Erika Duke, Armen Ksajikian, Tim Landauer, Victor Lawrence, Dane Little;
- Maestro – Paul Buckmaster;
- Contratante – Suzie Katayama;
- Bateria e programação de bateria – Andre Davidson, Sean Davidson;
- Mistura – Serban Ghenea;
- Piano – Michael Pollack;
- Programação – Andre Davidson, Sean Davidson;
- Viola – Zach Dellinger, Andrew Duckles, Darrin McCann, David Walther;
- Violino – Charlie Bisharat, Mario De Leon, Joel Derouin, Bruce Dukov, Neel Hammond, Gerry Hilera, Songa Lee, Natalie Leggett, Serena McKinney, Lucia Micarelli, Sara Parkins, Michele Richards, Tereza Stanislav, John Wittenberg.

## Desempenho comercial

### Posições nas tabelas musicais
| Tabela musical (2018)                         | Melhor posição |
| --------------------------------------------- | -------------- |
| Canadá - Canada AC                            | 31             |
| Estados Unidos - Billboard Adult Contemporary | 28             |
| Estados Unidos - Billboard Adult Pop Songs    | 14             |
| Estados Unidos - Billboard Digital Songs      | 47             |